# Sigvald Linné
Pour les articles homonymes, voir Linné.
Sigvald Linné est un archéologue suédois né le 14 avril 1899 à Stockholm et mort le 23 décembre 1986 à Helsingborg.
Archéologue spécialiste de la Mésoamérique, Sigvald Linné est l’auteur de The Technique of South American Ceramics (1925), Archeological Researches at Teotihuacan (1934), Mexican Highland Cultures: Archaeological Researches at Teotihuacan, Calpulalpan, and Chalchicomula in 1934-35 (1942) et El Valle y la Ciudad de México en 1550 (1948), entre autres. 
En 1927, Linné participa à la dernière expédition d'Erland Nordenskiöld au Panama et en Colombie. Mais il est surtout connu pour ses fouilles à Teotihuacán, au Mexique. Les fouilles ont été effectuées lors de deux expéditions différentes, la première (1932) et la deuxième expédition suédoise au Mexique (1934-1935).
Entre 1954 et 1966, Sigvald Linné a été le directeur du Musée ethnographique de Stockholm (Etnografiska Museet).